# Atherigona falcata
Atherigona falcata este o specie de muște din genul Atherigona, familia Muscidae. A fost descrisă pentru prima dată de Thomson în anul 1869. Conform Catalogue of Life specia Atherigona falcata nu are subspecii cunoscute.